# Дънкан
Дънкан (на английски: Duncan) е град в окръг Грийнли, щата Аризона, САЩ. Дънкан е с население от 733 жители (2007) и обща площ от 6,6 km². Намира се на 1114 m надморска височина. ЗИП кодът му е 85534, а телефонният му код е 928.